# Clotilde (ópera)
Clotilde es una ópera en dos actos con música de Carlo Coccia y libreto en italiano de Gaetano Rossi. Se estrenó el 8 de junio de 1815 en el Teatro San Benedetto de Venecia, Italia.